# Pobre de mí

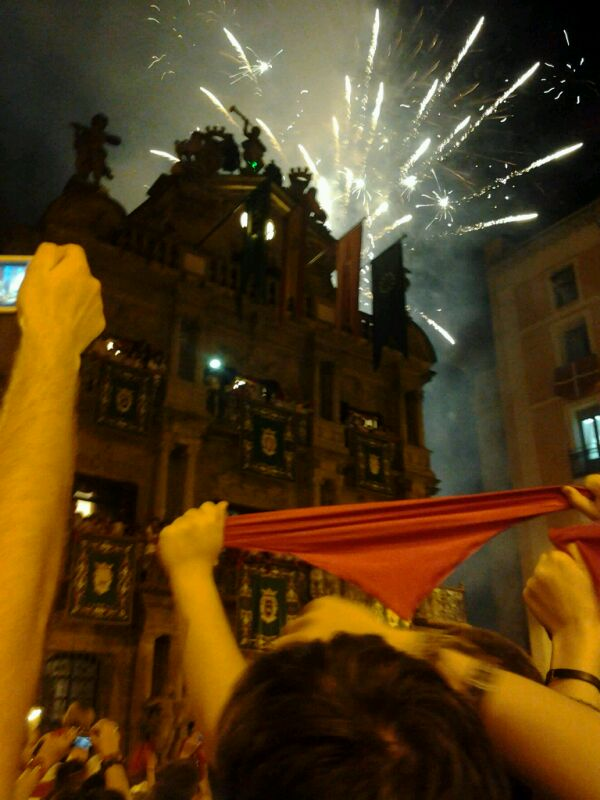
Focs artificials durant l'entonació del Pobre de mi

El Pobre de mi (en basc: Gaixoa Ni) és un càntic popular que s'entona per a acomiadar la festa dels sanfermines a la mitjanit del dia 14 de juliol de cada any quan, a la Plaça Consistorial de Pamplona, el batlle de la ciutat anuncia el final de les festes en honor de Sant Fermí.
A l'hora en punt, el batlle de la localitat aguaita per la balconada de l'Ajuntament per a posar fi a les festes i tot adreçant-se als allà congregats, molts d'ells proveïts de ciris encesos, proclama, després de fer una apologia de les festes:
"Visca Sant Fermí! Gora San Fermin!... Pobre de mi, pobre de mi, que s'han acabat les festes de Sant Fermí!".
El càntic és repetit diverses vegades pels mossos i mosses, acompanyats per una banda de música, que acaben entonant la cançó "Uno de enero..." com a desig del ràpid inici de la festa a l'any següent, mentre es retiren del coll el mocador vermell que es van penjar a l'inici de la festa. Des de la contigua Plaça dels Burgos es llança una traca de focs artificials per a marcar el final de les festes.